# قمة كوالالمبور الإسلامية 2019
قمة كوالالمبور الإسلامية 2019 هي قمة إسلامية دعا إليها رئيس الورزاء الماليزي مهاتير محمد كقمة إسلامية مصغرة تشارك فيها خمسة دول هي ماليزيا وتركيا وقطر وباكستان وإندونيسيا، وذلك بهدف تسليط الضوء على مشاكل العالم الإسلامي وإيجاد حلول لها.

## خلفية تاريخية
في تصريحات لمهاتير محمد حول القمة يقول أن المسلمين كانوا في الماضي رواداً وخبراء في مجالات العلوم والتكنولوجيا، واكتسبوا شهرة ومجداً لما بذلوه من جهود استفادت منها بقية الحضارات«، لكنه يستدرك قائلاً» بعد عقود، وجد المسلمون أنفسهم في وضع محزن جداً، منهم من طُردوا من بلادهم ووُصفوا بأنهم إرهابيون، وبلادهم متورطة في الحرب والصراع إلى درجة لا يمكن السيطرة عليها، وأصبحوا مستهدفين من قبل الإسلاموفوبيا.
وقد تم اقتراح عقد القمة بعد نقاش دار بين مهاتير محمد ونظيره الباكستاني عمران خان والرئيس التركي رجب طيب اردوغان في مدينة نيويورك على هامش الجمعية العامة للأمم المتحدة في سبتمبر 2019، حيث تم التخطيط وقتها لتأسيس قناة تلفزيونية للتغلب على ظاهرة الإسلاموفوبيا ونشر التوضيحات حول دين الإسلام.
وسبق لتركيا أن أولت أهمية كبرى للنهوض بالعالم الإسلامي بالتعاون مع ماليزيا، حيث تحدث الرئيس التركي رجب طيب أردوغان قائلاً "في إطار شراكتنا الحوارية مع رابطة دول جنوب شرق آسيا، نولي أهمية كبيرة لماليزيا، لأننا نتبنى مواقف مشتركة حيال العديد من القضايا أهمها القضية الفلسطينية ومعاناة مسلمي الروهينغيا في ميانمار.
في يوليو/تموز 2019، اقترح رئيس الوزراء الماليزي مهاتير محمّد خلال زيارته لتركيا والتي حضيت باهتمام واسع والتي وصفت بالزيارة “التاريخية”، إنشاء آلية تعاون ثلاثية بين تركيا وباكستان وماليزيا بهدف استعادة النهضة الإسلامية، وذلك خلال تصريحاته، والغرض الذي يدعو لتنفيذ مثل هذه المبادرة. حيث سلّط الضوء على أن تقيم الدول الإسلامية مشاريع جديدة من شأنها أن تجعل العالم الإسلامي متكاملاً وتنافسياً في عدة مجالات، على رأسها مجالات التكنولوجيا والدفاع والعلوم. كما ان الدول الثلاثة التي اقترحها لها قيم مشتركة تتمثل في وجود صحافة حرّة وحقوق إنسان وديمقراطية في تلك البلدان. وهي اعضا ء ضمن مجموعة الدول الثماني الإسلامية النامية. ولكن في هذه القمة تم دعوة دولتين اثنتين إضافيتين، هما إندونيسيا وقطر الدولة العربية الوحيدة بينهم.

## الدول المشاركة
يشارك في القمة الحالية التي تم الدعوة لها رؤساء أربعة دول، بعد اعتذار باكستان عن الحضور، وهي:
- ماليزيا
- تركيا
- قطر
- إيران

والسبب في اختيار هذه الدول في القمة الأولى (تركيا وقطر وماليزيا وإيران)، لديها هواجس ومشاكل مشتركة، لذلك ستشكل النواة المؤسِّسة للقمة. حيث ان البداية ستكون مع عدد قليل من الدول، لمناقشة مشاكلنا وإيجاد حلول". وهي ليست بديلاً عن منظمات دولية، مثل منظمة التعاون الإسلامي فهي منظمة كبيرة للغاية، وبامكاننا ضم بقية الدول الأعضاء فيها، إلى قممنا مستقبلا. إلى جانب الوفود الرسمية يشارك في القمة أيضا 450 من القادة والمفكرين والمثقفين من العالم الإسلامي سيشاركون في القمة، التي ستتمحور حول دور التنمية في الوصول إلى السيادة الوطنية". وسبق هذه القمة مبادرة جديدة لدولة قطر بالاشتراك مع ماليزيا وتركيا، تهدف إلى إنشاء 3 مراكز مالية عالمية تشمل الدوحة وإسطنبول وكوالالمبور، لتغطية جميع المعاملات المالية الإسلامية حول العالم. كذلك تمتلك باكستان خبرات تقنية في المجال الدفاعي وهي الدولة الإسلامية الوحيدة التي تمتلك سلاحا نوويا، وإندونيسيا أكبر البلاد الإسلامية عددا (200 مليون نسمة)، وقطر لديها الإرادة السياسية والمبادرة والرغبة الصادقة للنهوض بالعالم الإسلامي، مع ضخ استثمارات في هذا الجانب، وتركيا صاحبة أعلى معدلات للنمو الاقتصادي، والأولى أوربيا والسابعة عالميا في الإنتاج الزراعي، وجيشها ضمن أقوى عشرة جيوش بالعالم

## الأهداف
من النقاط الأساسية التي ستناقشها القمة:
- التنمية والسيادة [5]
- التجارة والاستثمار
- التكنولوجيا وإدارة الإنترنت
- الثقافة والهوية
- السلام والأمن والدفاع
- العدالة والحرية، والنزاهة
- الحكم الرشيد.
- أيضا أسباب عدم قدرته على وضع حد للعدوان الإسرائيلي المتواصل على الشعب الفلسطيني.

## العملة الرقمية الموحدة
أطلقت قطر التي تمتلك استثمارات مالية ضخمة في عدد من دول العالم، في مارس 2019، أول منصة إلكترونية إسلامية لتبادل العملة الرقمية المدعومة بالذهب تحت اسم «آي-دينار» (I-DINAR)، وهي ما قد تكون ضمن مناقشات القمة المرتقبة. وجاءت المبادرة غير المسبوقة نتاج عمل ودراسات واجتماعات مكثفة بين مركز قطر للمال، ومجموعة «قاف» القابضة، ومؤسسة "Ibadah Inc" الماليزية. وتعد منصة «آي-دينار» رمزاً إلكترونياً قائماً على أساس تبادل العملة الرقمية، حيث يتم دعم قيمتها الأولية البالغة ديناراً واحداً مقابل غرام واحد من الذهب، أي إنها ليست عملة رقمية فحسب، بل لها مقابل عيني حقيقي من الذهب.

## انتقادات
تم الحديث عن توسعة الدول المشاركة لاحقا كما تم التسائل حول عدم وجود السعودية في القمة، وقد كانت السعودية قد اسست التحالف الإسلامي الذي أسسته السعودية في 14 ديسمبر 2015، وضم 41 دولة. فقد تحول التحالف الذي أعلن ولي العهد السعودي وزير الدفاع، محمد بن سلمان، أنه يعمل على مواجهة الإرهاب الذي يهدد الدول الإسلامية وغيرها.

## تصريحات
- أن هذه القمة تحتضن 5 دول، تشكل 3 منها أقوى وأضخم كثافة سكانية مسلمة من غير العرب - ياسين أقطاي، مستشار رئيس حزب التنمية والعدالة
- أن زيارة مهاتير محمّد إلى تركيا زيارة “تاريخية” حيث يصادف عام 2019 الجاري الذكرى السنوية الخمسين لبدء العلاقات الدبلوماسية بين ماليزيا وتركيا. - سامي العريان، وهو مدير مركز دراسات الإسلام والشؤون الدولية في ولاية إسطنبول التركية
- وستكون القمة القادمة النواة الحقيقية لعمل إسلامي يركز على التنمية والأمن والدفاع والأمن الغذائي والصناعي، والتقنية العالية - الإعلامي القطري البارز جابر الحرمي

## قمم سابقة
أن «قمة كوالالمبور» ليست الأولى، بل إنها الخامسة من نوعها، لكنها كانت تقام باساليب مختلفة وفي دول أخرى: ففي عام 2014 تأسست القمة الأولى بدعوة من مهاتير محمد الذي لم يكن رئيس الوزراء آنذاك وبحضور مجموعة من مفكرين مسلمين، بهدف إنتاج منظومةً فكريةً سياسية إسلامية جديدة. ثم أتت القمة الثانية تحت عنوان «دور الحرية والديمقراطية في تحقيق الاستقرار والتنمية»، وأقيمت كذلك في كوالالمبور. أما القمة الثالثة في الخرطوم بعنوان «الحكم الرشيد»، والرابعة باسم «الانتقال الديمقراطي» في إسطنبول.